# Fairytale
Fairytale je pesem Aleksandra Rybaka, ki je zmagala na Evroviziji 2009 v Moskvi.